# 花のイチイチ組
花のイチイチ組（はなのいちいちぐみ）は、大相撲において平成11年度生まれ（平成11年4月2日から平成12年4月1日までに生まれた世代）の、関取となった以下の力士の総称である。十両以上の花のイチイチ組は以下の10人である（太字は令和7年1月時点で現役の力士）。
- 尊富士弥輝也（最高位・東前頭4枚目）：平成11年4月9日生まれ
- 川副圭太（最高位・東十両13枚目）：平成11年4月10日生まれ
- 豊昇龍智勝（最高位・第74代横綱）：平成11年5月22日生まれ
- 白熊優太（最高位・東前頭16枚目）：平成11年5月25日生まれ
- 風賢央厳太（最高位・東十両8枚目）：平成11年6月4日生まれ
- 嘉陽快宗（最高位・東前頭16枚目）：平成11年7月14日生まれ
- 琴勝峰吉成（最高位・東前頭3枚目）：平成11年8月26日生まれ
- 栃大海雄（最高位・東前頭18枚目）：平成11年10月12日生まれ
- 羽出山将（最高位・西十両10枚目）：平成11年11月5日生まれ
- 王鵬幸之介（最高位・西関脇）：平成12年2月14日生まれ

第73代横綱・照ノ富士春雄が引退し、壁となる力士がいなくなったためか、令和7年度時点で26歳という新世代にもかかわらず、豊昇龍、尊富士、琴勝峰と、既に計3名が幕内最高優勝を達成している。また、王鵬も優勝決定巴戦に出場した経験がある。
花のヨン組と比較すると、まだ新世代なこともあって、三役経験者は第74代横綱・豊昇龍と王鵬しかいない。しかし、豊昇龍と王鵬は親戚に元横綱をもつためか(豊昇龍は第68代横綱・朝青龍の甥で、王鵬は第48代横綱・大鵬の孫である)、入門時点で既に知名度が高く、また、尊富士も両國が1914年5月場所に記録して以来110年ぶりとなる、新入幕での幕内最高優勝を達成するなど、番付以上に知名度が高い力士が多いのが特徴と言える。
幕内経験のある狼雅と、十両経験のある栃武蔵、宮乃風も平成11年生まれであるが、日本の学年で言うと、一学年上にあたる。